# 大河内龍
大河内 龍（おおこうち りゅう、1909年5月 - 没年不詳）は、日本の俳優である。本名山田  通（やまだ とおる）。京都の撮影所の助監督から俳優に転向、トーキー時代にサイレント映画を量産した全勝キネマで剣戟スターとしていきなり大成する。大部屋時代は田川 通（たがわ とおる）、一時マキノ 梅太郎（まきの うめたろう、二代目）を名乗った。

## 来歴・人物
1909年（明治42年）5月、静岡県沼津市に生まれる。映画女優の岡島艶子の親戚にあたる。
三重県の旧制三重県励精中学校（現在の三重県立津商業高等学校）から三重師範学校（現在の三重大学教育学部）に転学、卒業後は教員への道を進まず、京都のマキノ・プロダクションに入社、助監督部に配属になる。二川文太郎に師事するも、俳優部に異動する。「田川通」名義で端役に出演していたが、19歳となった1928年（昭和4年）5月に、当時「マキノ青年派」五人組で売り出していたマキノ梅太郎が退社したことから、急遽「二代目マキノ梅太郎」を襲名、同五人組の売り出し映画シリーズ『神州天馬侠』の第三篇・第四篇に出演する。しかしその後は大部屋俳優として日々を過ごしていた。
27歳になった1936年（昭和11年）11月、奈良県生駒郡伏見村（現在の奈良市あやめ池北1丁目）に同年5月に設立されたばかりの「全勝キネマ」に俳優として入社、「大河内龍」を名乗る。同社は、松竹に吸収された市川右太衛門プロダクションが閉鎖した「あやめ池撮影所」と、市川右太衛門が主演しない映画をつくった「右太プロ第二部」のB級スターたちを残留させて、右太衛門の実兄・山口天龍が設立した会社だった。大河内は、伊藤大輔原作、志波西果脚本・監督による『菩薩殺生剣』で同年いきなり主役を張る。全勝生え抜きの剣戟スターとなり、同社が製作した170数本のうち、50数本に出演、そのうち40数本に主演した。
日活、松竹、P.C.L.映画製作所、新興キネマ、あるいはマキノ・トーキー製作所といったメジャー会社がトーキーに躍起になっている時代に、大河内が在籍した全勝キネマは、極東映画社、大都映画とともにサイレント映画を量産した。1940年（昭和15年）、「全勝キネマ」もやはり松竹の傘下に入り、翌1941年（昭和16年）1月に公開した3本をもって製作を終了、合併して松竹資本の「興亜映画」となった。同社の最終作『尾州三勇士』にも大河内は出演し、興亜映画へ移った。
興亜では、同年、おなじく全勝にいた姓丸浩監督のトーキー作品『神戸事件』に出演、つづいて同社と松竹京都撮影所の提携大作、溝口健二監督の『元禄忠臣蔵』前篇（1941年）・後篇（1942年）に「奥田孫兵衛」役で出演したが、その後は出演記録が見当たらず、以降の消息や没年はわからない。

## おもなフィルモグラフィ
- 神州天馬侠 第三篇　1928年　監督吉野二郎、原作吉川英治、脚本・撮影三木稔　※「マキノ梅太郎」名義
- 神州天馬侠 第四篇　1928年　監督吉野二郎、原作吉川英治、脚本・撮影三木稔　※「マキノ梅太郎」名義
- 菩薩殺生剣　1936年　監督・脚本志波西果、原作伊藤大輔　※全勝キネマ、主演
- 尾州三勇士　1941年　監督熊谷草弥、主演天津竜太郎　※全勝キネマ
- 神戸事件　1941年　監督姓丸浩　※興亜映画、主演
- 元禄忠臣蔵 前篇　監督溝口健二、主演河原崎長十郎　※興亜映画・松竹京都撮影所提携、「奥田孫兵衛」役
- 元禄忠臣蔵 後篇　監督溝口健二、主演河原崎長十郎　※興亜映画・松竹京都撮影所提携、「奥田孫兵衛」役

## 註
1. ↑  『日本映画俳優全集・男優編』（キネマ旬報社、1979年）の「大河内龍」の項（p.102）を参照。同項執筆は園崎昌勝。
2. ↑  『日本映画俳優全集・女優編』（キネマ旬報社、1980年）の「岡島艶子」の項の記述（p.147-149）を参照。同項執筆は滝沢一・奥田久司。
3. ↑  立命館大学衣笠キャンパスの「マキノ・プロジェクト」サイト内の「管家紅葉 氏談話」の記述を参照。